# Субтропічні вічнозелені ліси Юньнанського плато
Субтропічні вічнозелені ліси Юньнанського плато (ідентифікатор WWF: PA0102) — палеарктичний екорегіон тропічних та субтропічних вологих широколистяних лісів, розташований на південному заході Китаю. 

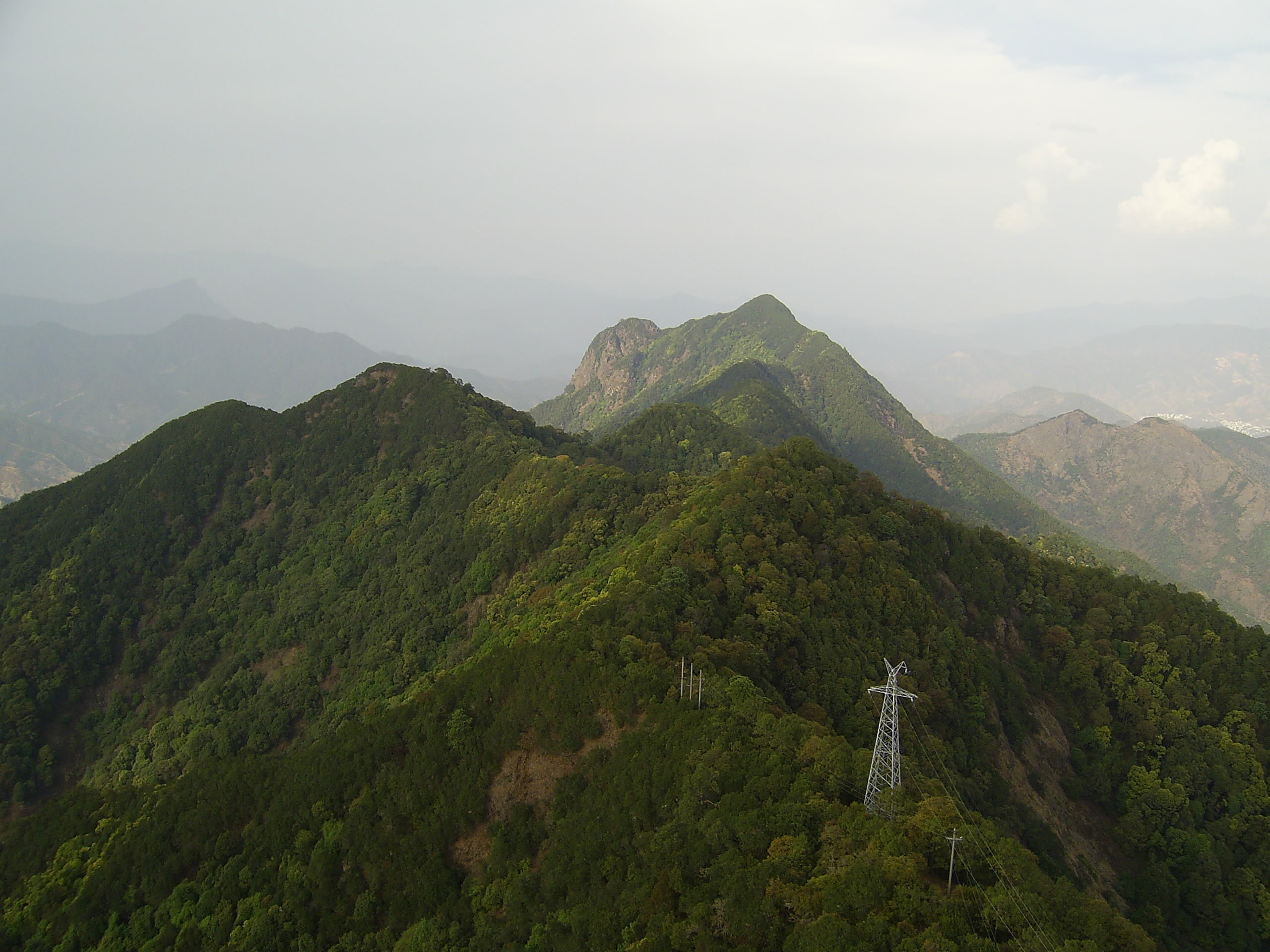
Вічнозелений ліс в горах поблизу Паньчжихуа

## Географія
Екорегіон субтропічних вічнозелених лісів Юньнанського плато розташований у Південно-Західному Китаї, на території Юньнанського плато, яке є західною частиною Юньнань-Гуйчжоуського плато. Він охоплює східну половину провінції Юньнань, а також південь Сичуаню, захід Гуйчжоу і північний захід Гуансі.
Юньнаньське плато переважно розташоване на висоті від 1800 до 2400 м над рівнем моря. Рельєф регіону представлений гірськими плато, невисокими вапняковими пагорбами та широкими міжгірськими улоговинами. На сході регіону поширені карстові форми рельєфу. В горах регіону баре свій початок Хонгха, або Червона річка, яка тече на південь і впадає у Південнокитайське море. Також через територію екорегіону протікає Янцзи, або Цзіньшацзян, як її називають у верхів'ях. Поблизу міста Куньмін, столиці Юньнаню, розташоване велике, хоча й неглибоке, озеро Дяньчі, а поблизу міста Далі — глибше, хоч і менше за площею, озеро Ерхай.

## Клімат
В межах екорегіону переважає вологий субтропічний клімат (Cwa за класифікацією кліматів Кеппена) або високогірний субтропічний клімат (Cwb за класифікацією Кеппена). Літо дуже вологе, але не особливо спекотне через велику висоту над рівнем моря, а зима прохолодна, однак не морозна через низьку широту і відсутність частих туманів, характерних для Сичуанської западини, розташованої північніше, та Гуйчжоуського плато, розташованого східніше. Середньорічна кількість опадів в регіоні становить близько 1200 мм, більшість з яких випадає влітку, в період мусонів. З листопада по квітень триває прохолодний сухий сезон. Взимку в горах може випасти сніг, хоча в долинах сніг буває дуже рідко. 
М'який клімат регіону сприяє розвитку сільського господарства. Жителі Юньнаню використовують кліматичні особливості регіону, вирощуючи цитрусові на висоті 2400 м над рівнем моря та займаючись рисівництвом на висоті 3000 м над рівнем моря.

## Флора
На більшій частині регіону поширені сезонно вологі вічнозелені субтропічні широколистяні ліси, а в міжгірських улоговинах — сезонно сухі субтропічні ліси. Флора лісів регіону є подібною до флори нижнього помірного поясу Східних Гімалаїв, хоча ліси Юньнанського плато вирізняються більшим флористичним різноманіттям. В лісах екорегіону домінують дерева з родин Букові (Fagaceae) та Лаврові (Lauraceae), зокрема різні види дубів (Quercus spp.), кастанопсисів (Castanopsis spp.), літокарпусів (Lithocarpus spp.), ліндер (Lindera spp.) та персей (Persea spp.). Ці склерофільні дерева зберігають листя протягом тривалого сухого сезону. Впродовж століть значна частина лісів регіону була знищена і перетворена на сільськогосподарські угіддя. У вторинних лісах регіону переважають юньнаньські сосни (Pinus yunnanensis), а також деякі широколистяні види, зокрема юньнанські мікелії (Magnolia laevifolia) та різноманітні рододендрони (Rhododendron spp.).
На північному заході екорегіону, на південних схилах Гендуаншаню, на висоті понад 1500 м над рівнем моря домінує більш прохолодний і вологий клімат, ніж на решті плато. Він вирізняється стійкою хмарністю протягом вегетаційного періоду та прохолодними зимами, коли на великих висотах тривалий час лежить сніг. У цих високогір'ях зустрічаються помірні хмарні ліси, флора яких відрізняється від флори субтропічних лісів Юньнанського плато. Дерева тут вкриті мохом, епіфітними папоротями та орхідеями. В підліску ростуть невисокі бамбуки з роду Chimonocalamus, папороті щитники (Dryopteris spp.) та різноманітні тіньовитривалі рослини, зокрема аріземи (Arisaema spp.), розрив-трави (Impatiens spp.) та кореневі паразити баланофори (Balanophora spp.).

## Фауна
Серед поширених в екорегіоні ссавців слід відзначити чубатого оленя (Elaphodus cephalophus), індійського замбара (Rusa unicolor), суматранського серау (Capricornis sumatraensis), китайського горала (Naemorhedus griseus), карликову кабаргу (Moschus berezovskii), китайського мунтжака (Muntiacus reevesi), північного рудого мунтжака (Muntiacus vaginalis), дику свиню (Sus scrofa), макаку-резуса (Macaca mulatta), ассамського макаку (Macaca assamensis), ведмежого макаку (Macaca arctoides), майже ендемічного чорночубого гібона (Nomascus concolor), руду велетенську летягу (Petaurista petaurista), індійську велетенську летягу (Petaurista philippensis), китайського бамбукового щура (Rhizomys sinensis) та північну тупаю (Tupaia belangeri). Серед хижих ссавців, поширених в регіоні, слід відзначити гімалайського ведмедя (Ursus thibetanus), вовка (Canis lupus), гірського куона (Cuon alpinus), уссурійського єнота (Nyctereutes procyonoides), леопарда (Panthera pardus), бенгальського кота (Prionailurus bengalensis), золотисту котопуму (Catopuma temminckii) та дуже рідкісну димчасту пантеру (Neofelis nebulosa). Раніше в екорегіоні зустрічалися південнокитайські тигри (Panthera tigris amoyensis), однак наразі вони в регіоні вимерли.
Серед поширених в екорегіоні птахів слід відзначити синьогорлого трагопана (Tragopan temminckii), бірманського мікадо (Syrmaticus humiae), звичайного фазана (Phasianus colchicus), алмазного фазана (Chrysolophus amherstiae), жовточереву сіпараю (Aethopyga gouldiae), червоноволого квіткоїда (Dicaeum ignipectus), китайського личинкоїда (Pericrocotus ethologus), зеленоспинну югину (Erpornis zantholeuca), гіацинтового монаршика (Hypothymis azurea), китайську нільтаву (Cyornis glaucicomans), буру сутору (Suthora webbiana), китайського окулярника (Zosterops simplex), китайського бюльбюля (Pycnonotus sinensis), мандаринського дрозда (Turdus mandarinus) та іржасту мунію (Lonchura punctulata). Серед майже ендемічних птахів, що зустрічаються в регіоні, слід відзначити юннаньського повзика (Sitta yunnanensis) та гігантського повзика (Sitta magna).

## Збереження
Оцінка 2017 року показала, що 13 554 км², або 6 % екорегіону, є заповідними територіями. Природоохоронні території включають: Природний заповідник Цаншань, Природний заповідник Дзідзушань, Лісовий заповідник Сішань та Природний заповідник Айлаошань.